# Distretto di Ezine
Il distretto di Ezine (in turco Ezine ilçesi) è uno dei distretti della provincia di Çanakkale, in Turchia.